# Suisse secrets
Suisse secrets fue una filtración del banco suizo Credit Suisse de febrero de 2022 de los detalles de los beneficiarios de más de 100 000 millones de francos suizos (108 500 millones de dólares o 80 000 millones de libras esterlinas) mantenidos en cuentas nominales vinculadas a más de 30 000 clientes de Credit Suisse.
Se sabe que varios de dichos clientes han estado involucrados en delitos que van desde la corrupción y el soborno hasta el tráfico de drogas y personas.
Fue expuesta el 20 de febrero de 2022 por parte del consorcio de periodistas de investigación "Organized Crime and Corruption Reporting Project" y del periódico alemán Süddeutsche Zeitung.

## Investigación periodística
Participaron en la investigación 160 periodistas de 48 medios internacionales y buscaron identificar "docenas de cuentas pertenecían a políticos corruptos, delincuentes condenados, investigados por la justicia, espías, dictadores y otros personajes turbios".

## Involucrados
Según revelaron los medios la filtración expuso la información de cuentas de "traficante de personas en Filipinas , un jefe de la bolsa de valores de Hong Kong encarcelado por soborno, un multimillonario que ordenó el asesinato de su novia, la estrella del pop libanés y ejecutivos que saquearon la compañía petrolera estatal de Venezuela, así como políticos corruptos desde Egipto hasta Ucrania"
A su vez esta filtración están revela participantes del gobierno chavista que saqueó PDVSA, personas vinculadas a la corrupción, la mafia y los gobiernos autoritarios.
Hay 140 españoles en la lista de implicados en esta filtración.

## Lista de involucrados

### Asia
- Saodat Narzieva, obstetra y ginecóloga con más de 30 años de experiencia. Los fondos en la cuenta de Narzieva no se justifican con su modo de vida. Su hermano es el oligarca multimillonario ruso, aunque uzbeco de nacimiento, Alisher Usmánov, cuyas empresas van desde las telecomunicaciones, a la minería y los medios de comunicación. Varios senadores de los EE. UU. apremiaron al gobierno de Trump para incluir a  Usmanov  en el informe sobre injerencia rusa en las elecciones presidenciales de 2016 que lo describen como “Uno de los oligarcas rusos con más influencia, con vínculos estrechos con el Kremlin".[9]
- Rano Ramatova, esposa del vice primer ministro Achilbay Ramatov, que previamente ostentó los cargos de jefe de la compañía de ferrocarriles estatales y ministro de transportes. La hija estaba en posesión de un poder notarial sobre la cuenta así como por parte del cofundador del Orient Group, un gran conglomerado que mantuvo negocios en conjunto con los ferrocarriles del estado mientras su marido estaba en el cargo. Ramatova cerró su cuenta en Credit Suisse tras descubrir que su compañía offshore estaba siendo investigada por blanqueo de capitales.[10]
- Gulrukh Tillyaeva, tía de Timur Tillyaev, cuya esposa Lola Karimova es la hija del antiguo presidente dictatorial de Uzbekistán, Islam Karimov. Tillyaeva comparte su cuenta en Credit Suisse con Nikita Kalinichenko, de quien la prensa dice que fue su marido y que dirigió Abu Sahiy, uno de los centros de comercio más grandes de Asia central, como testaferro para Tillyaev.[11]
- Igor Shepelev, secretario general de la federación de tenis de Uzbekistán durante un largo periodo de tiempo. En 2005, Shepelev fue galardonado con la Orden de la amistad por "su coraje en la defensa de los intereses nacionales" entre otros logros por el presidente en aquel momento, Islam Karimov. El título le daba categoría de empleado del servicio secreto. Nada más se conoce sobre su trabajo en dicho organismo, el cual ha sido acusado de graves violaciones de los derechos humanos.[12]
- Natalia Kurmanalieva, exesposa de Kapar Kurmanaliev, que dirigió el ministerio de recursos naturales de Kirguistán y la agencia estatal de geología y recursos mineros. Kurmanaliev supervisó la adjudicación de todas las licencias extractivas en Kirguistán, una posición acusada de ser abusiva. Después de la rebelión de 2010, la cual derrocó al gobierno kirguistaní del poder, Kurmanaliev huyó del país. Posteriormente, fue incluido en la lista de buscados de la Interpol por el delito de adjudicar ilegalmente licencias de extracción a compañías mineras. Aunque nunca ha regresado a Kirguistán, fue condenado in absentia en 2014 y sentenciado a 12 años de prisión. Actualmente, reside en Letonia. Niega con vehemencia haber incurrido en ninguna ilegalidad o hecho corrupto. Declaró a la OCCRP que había dejado de convivir con su esposa en 2005 y que su cuenta bancaria no tiene nada que ver con él.[13]
- Roy Azim, alias Roy Saidazimov y alias Orozakhun Saidazimov. Hombre de negocios con conexiones con el mundo del hampa en Rusia y Asia central, incluido uno de los jefes de la mafia más importantes de Kirguistán. Azim pagó casi siete años en una prisión soviética por múltiples delitos pero su encarcelamiento fue posteriormente revocado. Se trasladó a los EE. UU., donde se le sindicó un delito de fraude con su visa por no mencionar su encarcelamiento previo. Justo antes del traslado, abrió una cuenta en la división de inversiones del banco Credit Suisse. Esto le hizo obtener 567 k$ en beneficios en sus tres primeros años.[14]
- Qabus bin Said Al Said, antiguo sultán de Omán y líder con mayor longevidad en el cargo de la región en el momento de su fallecimiento en 2020. A Qabus bin Said se le reconoce haber modernizado el país pero bajo su mandato la libertad de prensa y el respeto a los derechos humanos se degradaron.[15]
- Khalaf Al-Dulaimi, director de inversiones para el servicio secreto iraquí bajo el régimen de Sadam Hussein. Al-Dulaim manejó inversiones en el extranjero en representación la agencia de inteligencia. Fue sancionado por los EE. UU. en 1992 y por la ONU en 2004.[16]
- Qosim Rohbar, exministro de agricultura de Tayikistán.[17]
- Armén Sarkissian, expresidente de Armenia.[18]
- Bayartsogt Sangajav, exministro de finanzas de Mongolia.[19]
- James Soong Chu-yu, político taiwanés que ejerció el cargo de secretario general del Taiwan’s Kuomintang Party (KMT). Fue acusado por su propio partido por malversación y por parte del Ministerio de Asuntos Exteriores de Francia por recibir sobornos en el escándalo de las fragatas de Taiwán, un contrato naval en los 90.[20]
- Bruno Wang, fugitivo taiwanés implicado en el escándalo de las fragatas de Taiwán.[21]
- El rey Abdalá II de Jordania y la reina Rania de Jordania.[22]
- Samir Rifai, ex primer ministro de Jordania.[23]
- Sa’ad Khair, jefe del servicio de inteligencia jordano entre los años 2000 y 2005.[24]
- Ghaleb Mutaher Al-Qamish, jefe del servicio de inteligencia de Yemen.[25]
- Ronald Li Fook-shiu, fundador de la bolsa de valores de Hong Kong.[26]
- Ferdinand Marcos, expresidente de Filipinas.
- Imelda Marcos, ex primera dama de Filipinas.
- Hashim Jawan Bakht, político paquistaní.[27]
- Haji Saifullah Khan Bangash, político paquistaní.[27]
- Waqar Ahmed Khan, político paquistaní.[27]
- Sultan Ali Lakhani, hombre de negocios paquistaní.[27]
- Rana Mubashir, periodista paquistaní.[27]
- Akhtar Abdur Rahman, exjefe del servicio secreto de Pakistán. También aparecen sus hijos.[28]
- Zahid Ali Akbar Khan, general retirado que supervisó durante una época el programa de desarrollo de armas nucleares de Pakistán. Fue arrestado en la frontera de Bosnia en 2013 bajo una orden internacional de entrega de la Interpol. Se le sindican cargos de corrupción en su país de origen por tener activos ocultos en 77 cuentas bancarias diferentes.[29]
- Mohamed Makhlouf, cuñado de Hafez Al-Ásad, presidente de Siria.[30]
- Abdel Halim Khaddam, exvicepresidente de Siria, fallecido en 2020.[31]
- Timur Kulibayev, uno de los hombres de negocios más ricos y poderosos de Kazajistán. También está casado con Dinara, la hija del antiguo presidente Nursultan Nazarbaev. Kulibayev fue gerente sénior de diversas entidades estatales que controlan los vastos recursos minerales y energéticos del país durante una década. En 2010, las autoridades suizas abrieron una investigación por blanqueo de capitales pero cerraron el caso después de que la policía financiera kazaja manifestara que no habían recabado suficientes pruebas.[32]
- Kasim-Jomart Tokaev, político de Kazajistán.
- Dariga Nazarbayeva, hija del expresidente de Kazajistán, Nursultán Nazarbáyev.[33]
- Nadezhda Tokayeva, ex primera dama de Kazajistán.[34]
- Vasif Talibov, líder de facto del exclave azerbaiyano de la República Autónoma de Nakhchivan.[35]
- Rza y Seymur Talibov, hijos de Vasif Talibov, líder de facto del exclave azerbaiyano de Nakhchivan.[36]
- Vugar Abbasov, presidente del Holding Cahan, un gran conglomerado en la República Autónoma de Najicheván en Azerbaiyán. Durante años se rumoreó que la empresa estaba controlada por la familia de Vasif Talibov, los cuales habían regido el enclave con mano de hierro durante tres décadas. En 2008, Abbasov fundó un banco con varios miembros de la familia Talibov. Al año siguiente abrió una cuenta en Credit Suisse que recibió transferencias de diversas empresas pantalla empleadas para blanquear capitales en  otros entramados fraudulentos descubiertos previamente por la OCCRP.[37]
- Anar Mahmudov, hijo del antiguo ministro de seguridad nacional de Azerbaiyán, Eldar Mahmudov. El exministro fue expulsado de su puesto en 2015. Aunque Mahmudov trabajó como funcionario gubernamental durante toda su carrera, su familia controla un imperio mercantil y propiedades por toda Europa por valor de 100M€. En 2015, pocos días después de la expulsión de su padre, Anar Mahmudov cerró la cuenta bancaria corporativa en Credit Suisse. Unos meses después, también cerró su cuenta personal.[38]
- Eldar Azizov, funcionario que ha ejercicio de alcalde o teniente de alcalde de varias ciudades en Azerbaiyán y de distritos de su capital Bakú. Actualmente, es el alcalde de Bakú. Es conocido por varias actuaciones polémicas, como cargar a los presupuestos municipales el pago de tartas de cumpleaños extremadamente largas al presidente Ilham Aliyev. Mientras ejercía de alcalde de Ganja, se abrió una cuenta corporativa en Credit Suisse de la cual eran beneficiarios tanto él como qu esposa y su hija. Su hijo tenía un poder notarial. No está claro que tipo de empresa podría haber poseído la familia pero la ley azerbaiyana prohíbe expresamente a los funcionarios del estado involucrarse en negocios.[39]

### África
- La familia Kamani, hombres de negocios. Deepak y Rashmikant Kamani se enfrentan a un juicio por su participación en el escándalo del Anglo leasing, el cual conmocionó a Kenia y afectó gravemente a los presupuestos del estado. En 2015, los hermanos Kamani, su padre Chamanlal Kamani y siete funcionarios fueron acusados de conspiración para realizar contratos falsos por servicios que nunca se prestaron. La totalidad del dinero robado asciende a 640 M$.[40]
- Abdelaziz Buteflika, presidente de Argelia entre 1999 y 2019.[41]
- Khaled Nezzar, general y exministro de defensa de Argelia en los años 90.
- Muller Conrad "Billy" Rautenbach, magnate minero y consejero del exdictador zimbabuense Robert Mugabe.[42]
- Hisham Talaat Moustafa, magnate inmobiliario egipcio.[43]
- Anas Ahmed Nabih El-Fekky, exministro de información y aliado clave del depuesto presidente egipcio Hosni Mubarak. Los bienes en el extranjero de El-Fekky fueron objeto de investigación bajo acusaciones de corrupción tras la llamada Primavera Árabe. Fue encarcelado por un tribunal egipcio por derrochar fondos públicos. Tras años de repeticiones del juicio y apelaciones, su condena fue ratificada en marzo de 2021.[44]
- Hussein Salem, empresario de los sectores gasístico y turístico egipcio y consejero de Hosni Mubarak. Falleció en 2019.[45]
- Omar Suleiman, exvicepresidente de Egipto y antiguo jefe de los servicios de inteligencia egipcios.[46]
- Gamal Mubarak y Alaa Mubarak, hijos del expresidente de Egipto, Hosni Mubarak.[47]
- Ali Ibrahim Dabaiba, poderoso miembro del gobierno del antiguo dictador libio Muamar el Gadafi. Se le acusó de malversación de billones de dólares durante las dos décadas que ejerció como cabeza de la organización gubernamental para el desarrollo de centros administrativos.[48]
- Khaled Hamedi, hijo de un oficial comandado por Muamar el Gadafi que derrocó al rey de Libia y asumió el poder en 1969.[49]
- José Filomeno dos Santos, hijo del dictador de Angola, José Eduardo dos Santos.[50]
- Álvaro Sobrinho, expresidente de la subsidiaria del banco portugués Espirito Santo en Angola. Sospechoso del blanqueo de alrededor de 5.700 M$ procedentes de un entramado fraudulento de préstamos. Sobrinho estaba en posesión de una docena de cuentas corporativas con Credit Suisse, algunas de las cuales permanecieron abiertas hasta 2015, cuando se hizo público que se encontraba bajo investigación en Suiza y Portugal.[51]
- La familia Obiang. Tras 42 años desde el sangriento golpe de Estado que le llevó al poder, el dictador Teodoro Obiang ostenta el título de líder mundial más longevo en el poder. Mientras un 70% de la población del país sufre pobreza extrema, han sido acusados de derrochar la riqueza petrolera del país en lujosas mansiones, aviones privados y extravagancias como el guante engastado de cristales de Michael Jackson con un valor de 275.000$. Mientras Teodoro Obiang dirige el país con mano de hierro, su esposa y sus hijos gemelos mantenían una cuenta en Credit Suisse.[52]

### Europa
- Bo Stefan Sederholm, es uno de los dos nacionales suecos encarcelados de por vida por infringir las leyes de trata de blancas en Filipinas. Ambos habían gestionado un negocio de cibersexo para extranjeros en el humilde pueblo filipino de Kauswagan, donde los clientes en línea podían visionar actos sexuales en vivo, a menudo abusivos. El representante de Sederholm declaró que Credit Suisse nunca bloqueó sus cuentas y que no se las cerró hasta 2013. Momento en el que no fue capaz de proporcionar material necesario. También añadió que residía en Tailandia en el momento de su apertura.[53]
- Aliaksei Aleksin, hombre de negocios bielorruso vetado por la UE y los EE. UU., socio muy cercano del Presidente Alexander Lukashenko.[54]
- Ivan Guta, magnate cerealista ucraniano.[55]
- Pavlo Lazarenko, ex primer ministro de Ucrania.
- Eduard Seidel, alto ejecutivo alemán de la multinacional Siemens AG. Condenado a 1 año de prisión y una multa de 240 k€ por sobornos a funcionarios extranjeros.[56]
- Rocco Morabito, traficante de drogas de la 'Ndrangheta calabresa. Estaba asociado a A.V.[57]
- A.V, encargado del blanqueo de capitales de dos clanes de la 'Ndrangheta calabresa.[57][58]
- Antonio Cuppari, encargado del blanqueo de capitales de dos clanes de la 'Ndrangheta calabresa con sus socios, A.V y Henry Fitzsimons.[57]
- Henry Fitzsimons, antiguo terrorista del IRA. Estuvo involucrado en negocios inmobiliarios en Calabria con A.V y Antonio Cuppari para blanquear capitales provenientes del narcotráfico de la 'Ndrangheta.[57]
- Branislav Bogićević, gerente de Minaqua, marca de agua embotellada con un quinto de las ventas en el mercado serbio. Tras la privatización en 1999, su familia se convirtió en poseedora de la mayoría de las acciones. Desde entonces se ha enfrentado a varios procesos por delitos económicos cometidos en la empresa.[59]
- Dragutin Pihler, director de la oficina en Moscú para la empresa estatal de arquitectura Centroprojekt. Tanto él como otros funcionarios fueron investigados por las autoridades serbias por malversación de 6,5 M€. El caso, ocurrido entre 2005 y 2008, investigó la falsificación de documentos para redirigir pagos destinados a la empresa estatal a otra empresa de igual nombre con titularidad por parte de los investigados.[60]
- Vuk Hamović, magnate del sector eléctrico serbio.[61]
- Rodoljub Radulović, traficante de drogas serbio.[62]
- Bojan Krišto, antiguo gestor de las loterías estatales serbias y suplente en el gabinete del  primer ministro. Fue acusado de malversación cuando ejerció de director del aeropuerto Nikola Tesla de Belgrado.[63]
- Guillermo Fierro Eleta. Es uno de los españoles más ricos. Acumuló 12,4 M€ en una de sus cuentas.[8]
- Fidel Sendagorta Gómez del Campillo, diplomático español. Actual embajador en Japón y anterior embajador en Egipto. Poseía dos cuentas en la entidad suiza, en una de las cuales acumuló 4,5 M€.[8]
- Luis Alfonso de Borbón, bisnieto del dictador Francisco Franco y su esposa María Margarita Vargas Santaella. Figuran con una cuenta en Credit Suisse de 1,2 M€ a nombre de una empresa panameña. La cuenta se cerró en 2017.[64][65]
- Giovanni Angelo Becciu, cardenal de la iglesia católica. Fue el primer cardenal en ser procesado por un juzgado civil acusado por nueve cargos de fraude, malversación, abuso de poder y blanqueo de capitales.[66]
- Hélder Bataglia dos Santos, hombre de negocios portugués asentado en Angola. Amigo de diversos presidentes de África y Latinoamérica. Planteó su negocio Escom como un punto de encuentro de entidades internacionales que buscaban invertir en África. Se ha visto sujeto a inspecciones por diversos cargos de corrupción en Europa. Es socio de Álvaro Sobrinho, sospechoso de blanqueo de capitales mientras ejercía de gerente de un banco vinculado a Escom en Angola.Según el periódico portugués Expresso, ambos compartían una empresa involucrada en transacciones irregulares y préstamos por valor de 1.600 M$. Así mismo, comparten tres cuentas en Credit Suisse. Bataglia declaró a la OCCRP que, a fecha de 2021, había cerrado todas sus cuentas en Credit Suisse. En cambio, negó tener cuentas conjuntas con Sobrinho.[67]
- Janko Jovanović, el jefe de la oficina de aduanas en el pueblo fronterizo de Brod fue imputado y arrestado por corrupción vinculado con un entramado criminal que incluía autoridades aduaneras. Según el fiscal, el entramado de falsificación de facturas de importación a Bosnia y Herzegovina le causó al estado un quebranto de 153 M€. El grupo, presuntamente, tenía implicados a todos los niveles hasta las más altas instancias de la hacienda pública.[68]

### América
- Helen y Antonio Rivilla, encargados del blanqueo de capitales en EE. UU. del expresidente de Filipinas, Ferdinand Marcos.[69]
- Abraham José  Shiera Bastidas, hombre de negocios asentado en Florida. Se declaró culpable de sobornar a funcionarios venezolanos para ganar contratos con la compañía estatal de petróleo de Venezuela PDVSA conjuntamente con su socio Roberto Enrique Rincón Fernández.[70]
- Nervis Gerardo Villalobos Cárdenas, político venezolano.[71]
- Carlos Luis Aguilera Borjas, antiguo jefe del servicio de inteligencia venezolano. Muy cercano al expresidente Hugo Chávez.[72]
- Carlos Eduardo Kauffman Ramírez, hombre de negocios afincado en EE. UU. y antiguo piloto de carreras. Fue encarcelado por su participación en una trama muy elaborada para encubrir al gobierno de Venezuela como el donante de 800 k$ para la campaña de la candidata a la presidencia de Argentina, Cristina Fernández de Kirchner.[73]
- Roberto Enrique Rincón Fernández, hombre de negocios afincado en Texas, EE. UU., cuyas empresas se encontraban entre las más importantes contratistas de la compañía estatal petrolera venezolana, PDVSA. Tanto él como su socio, Abraham José Shiera Bastidas, admitieron posteriormente que sobornaron a funcionarios para amañar licitaciones de proyectos de la petrolera PDVSA. Después de su arresto en 2015, cuatro de sus cuentas en Credit Suisse permanecían abiertas. Compartía la titularidad de algunas de sus cuentas con su hijo José, que fue arrestado en España en 2018 por blanqueo de los capitales obtenidos ilícitamente por su padre.[74]
- Omar Jesús Farías Luces, conocido en Venezuela como "el zar de los seguros" amasó una fortuna gracias a la relación cercana con miembros del gobierno del presidente Hugo Chávez. Su nombre apareció en el escándalo de blanqueo de capitales de Banco de Madrid en 2015. Posteriormente, volvió a saltar en otro caso por el blanqueo de cientos de millones robados de la compañía estatal de petróleo a través de Banca Privada d'Andorra. Al año siguiente se le puso en arresto domiciliario en República Dominicana por otro delito de blanqueo de capitales.[75]
- Los hermanos Castillo Bozo. Gabriel, Juan José y Leopoldo Castillo Bozo poseían la Casa de Bolsa, Banvalor, uno de los múltiples centros financieros involucrados en el corrupto mercado de cambio de divisas basados en bonos de Venezuela en los primeros años 2000. Los hermanos eran titulares de varias cuentas en Credit Suisse.[76]
- Leonardo González Dellán, antiguo presidente del Banco Industrial de Venezuela, propiedad del estado. Fue sancionado por los EE. UU. por su participación en la trama de sobornos de $2.400 M$ urdido a través de un polémico programa de cambio de divisas. El departamento del tesoro de EE. UU. lo describió como el testaferro de diversos funcionarios venezolanos. También se sospecha que ha blanqueado capitales para un grupo terrorista colombiano. Se le consideraba una persona expuesta políticamente mucho antes de abrir sus cuentas en Credit Suisse.[77]
- Luis Carlos de León Pérez, antiguo director financiero de La Electricidad de Caracas, una subsidiaria de la empresa petrolera de Venezuela, PDVSA. Fue arrestado en 2017 en España y extraditado a los EE. UU. por su participación en una enorme trama de sobornos en la petrolera. Se declaró culpable de recibir pagos de hombres de negocios a cambio de ayuda en licitaciones de contratos. También fue imputado ese mismo año en Andorra por blanqueo de capitales de sus ganancias ilegales a través de Banca Privada d’Andorra.[78]
- Francisco José Carrasquero, representante de la intermediaria Palmat, acumuló casi 3 M$ en Credit Suisse. La empresa cobraba comisiones las cuales se sospecha que encubrían sobornos para funcionarios de la administración de Kirchner en Argentina.[79]
- Gerardo Montenegro, empresario argentino.[79]
- Máximo Vedoya, director general de Ternium.[80]

### Lista de organizaciones involucradas

#### Asia
- Banco Mellat, sancionado por los EE. UU. por formar parte de la organización de proliferación nuclear de Irán.[81]

#### África
- Lybian Arab Foreign Investment Company. También conocido como LAFICO. Banco Árabe-Libio de inversiones tanto internas como en el extranjero. Estaba controlado por la familia Gaddafi.[82]
- MMCZ, Minerals Marketing corporation of Zimbabwe. Compañía propiedad del estado de Zimbabue que desviaba capitales directamente al gobierno del dictador Robert Mugabe.[83]
- ALUBAF, Alubaf International Bank Tunis. Banco propiedad del estado libio. La división tunecina fue sancionada en tres ocasiones por los EE. UU.[84]

## Reacciones
El 20 de febrero, Credit Suisse dijo que "rechaza enérgicamente" las acusaciones de irregularidades.